# Leroy Brown
Leroy Taylor Brown (* 25. Januar 1902 in New York; † 21. April 1970 in Sharon) war ein US-amerikanischer Leichtathlet, der sich auf den Hochsprung spezialisiert hatte. Er gewann eine olympische Silbermedaille.

## Leistungen
Leroy Brown war insgesamt vier Mal bei Landes- und Hochschulmeisterschaften siegreich:
- 1922
  - MEISTER Halle (1,83 m)
  - Platz 3 Freiluft (1,85 m)
  - MEISTER NC4A (1,92 m)
- 1923
  - MEISTER Freiluft (1,97 m).
  - MEISTER NC4A (1,94 m)
- 1924
  - Platz 2 Freiluft (1,90 m)

Im Jahr 1923 gewann Leroy Brown gemeinsam mit Richmond Landon, dem Olympiasieger von 1920, bei den Millrose Games. Die von beiden Athleten übersprungene Höhe von 1,96 m bedeutete Hallenweltrekord. 
Am 7. Juni 1924, genau einen Monat vor seinem Start bei den Olympischen Spielen, gelang Brown in New York ein Sprung über 1,99 m. Mit dieser Leistung hätte er in Paris die Goldmedaille gewonnen. Dort musste er sich jedoch seinem Landsmann Harold Osborn geschlagen geben, der mit einem Zentimeter weniger (1,98 m) Olympiasieger wurde. Brown sprang 1,95 m und durfte sich über Silber freuen; Bronze ging an den Franzosen Pierre Lewden (1,92 m). 
Leroy Brown kam viermal unter die Top Ten der Weltrangliste:
- 1921: Platz 10 mit 1,89 m, gesprungen am 28. Mai in Cambridge
- 1922: Platz 5 mit 1,94 m, gesprungen am 27. Mai in Cambridge
- 1923: Platz 2 mit 1,97 m, gesprungen am 1. September in Chicago
- 1924: Platz 2 mit 1,99 m, gesprungen am 7. Juni in New York.

Leroy Brown startete für den New Yorker Athletic Club, war 1,78 m groß und 64 kg schwer. 